# Карвальо Лейте
Карлос Антонио Добберт де Карвальо Лейте (порт.-браз. Carlos Antônio Dobbert de Carvalho Leite; 25 июня, по другим данным 26 мая 1912, Рио-де-Жанейро — 19 июля, по другим данным 19 мая 2004, Рио-де-Жанейро) — бразильский футболист, нападающий. Участник двух чемпионатов мира.

## Биография
Карвальо Лейте родился в штате Рио-де-Жанейро 25 июня 1912 года в очень обеспеченной семье: его отец был владельцем санатория в Петрополисе. Там же он начал свою спортивную карьеру, выступая за команду «Петрополитано». Карвальо пришёл в клуб, находившийся на пике славы, и отыграв в там два года, он перешёл в «Ботафого». В этом клубе Карвальо Лейте находился в течение 14 сезонов, выиграв 5 чемпионатов штата Рио-де-Жанейро, а также трижды становится лучшим бомбардиром чемпионата. Всего же он провёл за «Ботафого» 325 игр, забив в них 275 мячей. Из «Ботафого» его пригласили в сборную Бразилии, с которой он участвовал в двух чемпионатах мира, забив за национальную команду 15 мячей в 27 матчах.
В мае 1941 года, в матче с «Бонсусессо», Карвальо получил тяжёлую травму и в 29 лет закончил карьеру. 2 года он ещё пытается тренироваться, но боли давали о себе знать и он перестал делать даже это. Травма поспособствовала решению Карвальо Лейте посвятить свою жизнь футбольной медицине. Он получил медицинское образование и стал врачом клуба, руководя медицинским департаментом в штаб-квартире Моуриско. Также несколько лет Карвальо проработал тренером «Ботафого».
Карвальо Лейте умер 2004 году в возрасте 92 лет дома в Рио-де-Жанейро. Он являлся последним живым игроком сборной Бразилии, участвовавшим в первом чемпионате мира. Он был похоронен на кладбище Сан Жуан де Батиста.

## Достижения

### Командные
- Чемпион Федерального округа (1891—1960) (5): 1930, 1932, 1933, 1934, 1935
- Обладатель Кубка Рока: 1931

### Личные
- Лучший бомбардир чемпионата Федерального округа (1891—1960) (3): 1936 (16 голов), 1938 (16 голов), 1939 (22 гола)

## Личная жизнь
Карвальо был женат на Лигии Коста де Карвальо Лейте (умерла в 1995).